# Robert Lamoureux

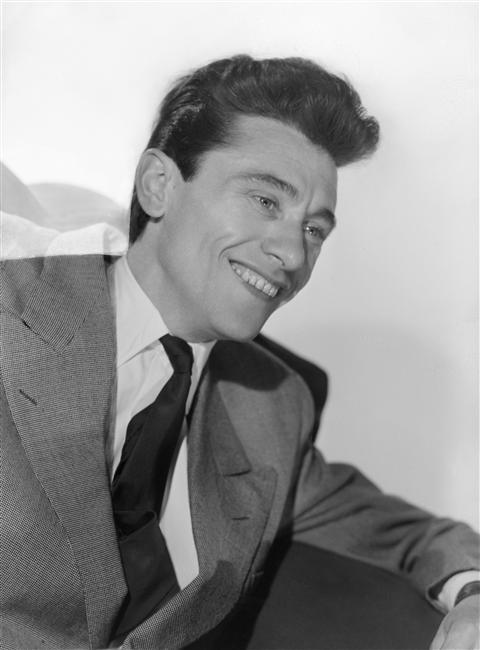
Robert Lamoureux

Robert Marcel Adolphe Lamoureux (* 4. Januar 1920 in Paris; † 29. Oktober 2011 in Boulogne-Billancourt) war ein französischer Schauspieler, Regisseur, Drehbuchautor und Chansonnier.

## Leben und Wirken
Bei Kriegsausbruch 1939 wurde Robert Lamoureux zur französischen Armee eingezogen und arbeitete nach seiner Entlassung in diversen Berufen wie beispielsweise als Handelsvertreter bei Citroën. Daneben betätigte er sich erstmals künstlerisch, schrieb Gedichte und begann zu komponieren. 1947 wurden Lamoureuxs erste eigene Werke publiziert. Mit einem Chanson, das Lamoureux in nur einer Nacht für Yves Montand geschrieben hatte, machte sich Robert Lamoureux in der Musikszene von Paris einen Namen. Infolgedessen schrieb er Lieder, die er selbst vortrug. Seine ersten schauspielerischen Gehversuche erfolgten beim Rundfunk, dort konnte man ihn in der Sketchreihe ‘Papa, maman, la bonne et moi’ hören. Es wurde ein moderater Erfolg. Daraufhin wirkte Lamoureux in klassischen Theaterstücken wie ‘La p’tite Lily’, ‘Ombre chère’, ‘La manière forte’, ‘Faison un rêve’, ‘La brune que voilà’ und ‘Turlututu’ auf. Ende der 1940er Jahre sah man ihn in Kabaretts als Stand Up-Comedian.
1950 trat der hochgewachsene, schlanke Schauspieler erstmals vor die Filmkamera. Mit seinem Radioerfolg „Papa, maman, la bonne et moi“, den er 1954 für das Kino adaptiert hatte, setzte sich der Schauspieler als Kinokomödiant durch. In der vom Regisseur Jean-Paul Le Chanois gestalteten Alltagskomödie, die mit „Papa, maman, ma femme et moi“ 1955 eine Fortsetzung finden sollte, standen die Sorgen und Nöte, die Freuden und Liebschaften ganz normaler Pariser Mietshaus-Bürger im Vordergrund des Geschehens. 1956 und 1959 spielte Lamoureux in zwei Filmen den Meisterdieb Arsène Lupin im Frankreich zur Zeit der Belle Époque. 1960 gab Robert Lamoureux sein Debüt als Filmregisseur, zog sich aber gleich darauf für dreizehn Jahre vollständig vom Kino zurück und widmete sich erneut ganz der Theaterarbeit. In den 70er Jahren feierte Lamoureux ein (vor allem in Frankreich selbst) moderat erfolgreiches Comeback mit zumeist von ihm selbst inszenierten Filmkomödien, die zum Teil im Frankreich des Jahres 1940, unmittelbar nach der Niederlage gegen die deutsche Wehrmacht, spielten und in die er eigene Erfahrungen als Soldat im Kriegsjahr 1940 einfließen ließ. Nach 1977 konzentrierte er sich wieder auf die Theaterarbeit und wirkte auch, vor allem in den 1980er Jahren, gelegentlich in Fernsehproduktionen mit.
Robert Lamoureux, seit 2000 Ritter der Ehrenlegion, war in zweiter Ehe mit der Schauspielerin Magali Vendeuil (1926–2009) verheiratet.

## Filmografie
- 1950: Le roi des camelots
- 1950: Le don d’Adèle
- 1950: Au fil des ondes
- 1951: Chacun son tour
- 1951: La route du bonheur
- 1952: Der geheimnisvolle Brief (Lettre ouverte)
- 1952: Allô je t’aime
- 1953: Virgile
- 1953: Incantevole nemica
- 1953: Le village magique
- 1954: Mary Lou und ihre Herren (Escalier de service)
- 1954: Papa, Mama, Kathrin und ich (Papa, maman, la bonne et moi)
- 1955: Papa, Mama, meine Frau und ich (Papa, maman, ma femme et moi)
- 1955: Si Paris nous était conté
- 1955: Rencontre à Paris
- 1956: Arsène Lupin, der Millionendieb (Les aventures d'Arsène Lupin)
- 1957: Meine Frau, mein Junge und ich (L’amour est un jeu)
- 1958: Das Leben zu zweit (La vie à deux)
- 1959: Gezeichnet: Arsène Lupin (Signé Arsène Lupin)
- 1960: Die Französin und die Liebe (La française et l’amour)
- 1960: Eine süße Katastrophe (Ravissante) (auch Regie und Drehbuch)
- 1960: La brune que voilà (auch Regie und Drehbuch)
- 1973: Wo bitte ist die 7. Kompanie geblieben? (Mais où est donc passé e la septième compagnie?) (auch Regie und Drehbuch)
- 1974: Mensch, man kann doch keinen LKW verlieren (Impossible pas français) (auch Regie und Drehbuch)
- 1975: Operation Lady Marlene (Operation ‘Lady Marlène’) (auch Regie und Drehbuch)
- 1975: Hurra, die 7. Kompanie ist wieder da (On a retrouvé la septième compagnie) (auch Regie und Drehbuch)
- 1976: Gaunerlehre / Auch Betrügen will gelernt sein (L’apprenti salaud)
- 1977: Drei Schlappschwänze auf großer Tour (La septième compagnie au clair de lune) (auch Regie und Drehbuch)
- 1989: Le jour des rois (UA: 1991)